# Samborzec
Samborzec è un comune rurale polacco del distretto di Sandomierz, nel voivodato della Santacroce.
Ricopre una superficie di 85,37 km² e nel 2004 contava 8 987 abitanti.